# 星际旅行舰级列表
本条目是星际迷航各个星舰级别的一个目录列表（如下）

## 示例
NX级星舰（NX Class），作为主角星舰出现过。
星云级星舰（Nebula Class），至少在两集电视剧或电影中有两个独立镜头。
黄道带级星舰（Zodiac Class），极少单独出现的星舰。

## 星际联邦与地球

### 地球星舰
- NX级星舰（NX Class）
- 冰岛级/NU级星舰 （Iceland/NU Class）

## 联邦星舰

### 戰列艦級
- 元首級星艦(Sovereign Class))
- 銀河級星艦（Galaxy Class）
- 星雲級星艦（Nebula Class）
- 火星級星艦（Mars Class）
- 不屈級星艦（Indomitable Class）

### 巡洋舰级

#### 战略巡洋舰
- 普罗米修斯级星舰（Prometheus Class）
- 遊騎兵级星舰（Ranger Class）
- 大和级星舰（Yamato Class）
- 預感级星舰（Premonition Class）
- 尤里西斯级星舰（Ulysses Class）

#### 重型巡洋舰
- 憲法級星艦（Constitution Class）
- 大使級星艦（Ambassador Class）
- 精進級星艦（Excelsior Class）
- 光明級星艦（Akira Class）
- 月神級星艦（Luna Class）
- 夏延级星舰（Cheyenne Class）
- 捍衛者級星艦（Defender Class）
- 霍默列弗級星艦（Korolev Class）
- 雷神級星艦（Niagara Class）
- 布雷德伯級星艦（Bradbury Class）
- 文森級星艦（Vincennes Class）
- 飛弩級星艦（Dreadnought Class）
- 聯邦級星艦（Federation Class）
- 灶神級星艦（Vesta Class）
- 阿基里斯级星舰（Achilles Class）
- 金牛座级星舰（Taurus Class）

#### 中型巡洋舰級
- 无畏级星舰（Intrepid Class）
- 星座級星艦（Constellation Class）
- 复兴级星舰（Renaissance Class）
- 黄道带级星舰（Zodiac Class）
- 挑战者级星舰（Challenger Class）
- 半人馬級星艦（Centaur Class）
- 挪威級星艦（Norway Class）
- 比鄰級星艦（Proxima Class）
- 星虎級星艦（Star Tiger Class）
- 幸運級星艦（Bonaventure Class）
- 埃普西隆級星艦（Epsilon Class）

#### 輕型巡洋舰級
- 軍刀級星艦（Sabre Class）
- 代達羅斯級星艦（Daedalus Class）
- 基爾薩吉級星艦（Kearsarge Class）
- 德克薩斯級星艦（Texas Class）
- 勇猛級星艦（Ariel Class）
- 安東級星艦（Anton Class）
- 巴吞魯日級星艦（Baton Rouge Class）
- 德雷特級星艦（Durrett Rouge Class）
- 威靈頓級星艦（Wellington Rouge Class）

### 驱逐舰级
- 米蘭達級星艦（Miranda Class）
- 聯盟級星艦（Soyuz Class）
- 阿波罗级星舰（Apollo Class）
- 薩拉丁級星艦（Saladin Class）
- 自由級星艦（Freedom Class）
- 霍库拉级星舰（Hokule'a Class）
- 水母级星舰（Medusa Class）
- 克拉克級星艦（Clarke Class）
- 雙月級星艦（Two Moons Class）
- 阿庫拉級星艦（Akula Class）
- 德克級星艦（Decker Class）
- 馬歇爾級星艦（Marshall Class）
- 威克森級星艦（Wilkerson Class）
- 瑟菲級星艦（Thufir Class）

### 护航舰级
- 勇抗级星舰（Defiant Class）

### 护卫舰级
- 氣動者級星艦（Steamrunner Class）
- 紐奧良級星艦（New Orleans Class）
- 反抗級星艦（Defiant Class）
- 春田級星艦（Springfield Class）
- 北極星級星艦（Polaris Class）
- 梅塞德级星舰（Merced Class）
- 硫磺島級星艦（Iwo Jima Class）
- 愛琴海級星艦（Aegian Class）
- 攔截級星艦（Remora Class）
- 洛克納爾級星艦（Loknar Class）
- 馬克林級星艦（Maklin Class）
- 地中海級星艦（Mediterranean Class）
- 沖繩級星艦（Okinawa Class）

### 科學探索艦級
- 新星级星舰（Nova Class）
- 凱爾文级星舰（Kelvin Class）
- 奥伯特級星艦（Oberth Class）
- 鹰巢级星舰 （Aerie class）
- 地平線級星艦（Horizon Class）
- 阿蒙森级星舰（Amundsen Class）
- 參宿级星舰（Rigel Class）
- 梅里安级星舰（Merian Class）

### 侦察舰級
- 仙女座级星舰（Andromeda Class）
- 赫爾墨斯級星艦（Hermes Class）
- 拉森級星艦（Larson Class）
- 射手級星艦（Archer Class）
- 滿月級星艦（Bader Class）
- 莫斯科級星艦（Moscow Class）
- 納爾遜級星艦（Nelson Class）
- 錫拉級星艦（Scylla Class）

### 醫療艦級
- 奧林匹亞級星艦（Olympic Class）

### 運輸艦級
- 雪萊級星艦（Shelley Class）
- 德內瓦級星艦（Deneva Class）
- 艾德華級星艦（Edward Class）
- 超界級星艦（Overfield Class）
- 托勒密級星艦（Ptolemy Class）
- 龍捲風級星艦（Typhon Class）

### 其他艦級
- 格雷森級星艦-維修艦（Grayson Class）
- 威爾斯級星艦-時空艦（Wells Class）
- 芬倫級星艦-監視艦（Fenlon Class）
- 馬金級星艦-突襲運輸艦（Makin Class）

## 克林贡

### 巡洋艦級
- D5級星艦(D5 Class)
- D7級星艦(D7 Class)
- D12級星艦(D12 Class)
- 衝鋒級星艦(Chargh Class)
- 榮譽級星艦(K't'inga class)
- 浴血級星艦(K'Vort Class)

### 偵查/護衛艦級
- 猛禽I級星艦(E B'rel Class)
- 猛禽II級星艦(B'rel Class)
- Negh'Var class
- Vor'cha class
- Raptor class

## 博格
- 博格方塊（Borg cube）
- 博格球體（Borg sphere）

## 罗慕兰
- 弯刀号（Scimitar）